# محسن بن شعبان
ابوالعباس، محسن بن ابی‌بکر بن شعبان فقیه مالکی الجزایری در سدهٔ هفتم هجری و از شاگردان ابوعبدالله محمد اصولی بود. او همچنین در نگارش و خوشنویسی سرآمد بوده است و غبرینی دربارهٔ خطِّ نیک او نوشته است.